# Den magiska skogen
Den magiska skogen (spanska: El Bosque Animado) är en spansk datoranimerad familjefilm skapad av Dygra Films. Den är baserad på en roman av den spanska författaren Wenceslao Ferdnández Flórez och hade premiär i Spanien den 3 augusti 2001. Den är även den första datoranimerade långfilmen som gjordes i Europa, och en uppföljare till filmen släpptes 2008.

## Handling
Nånstans i Spanien finns det en magisk skog där både djur och träd kan tala och leva i harmoni. Furi, en liten osäker mullvad, är förälskad i en mullvadsflicka vid namn Linda. En forskare, och make till en grym modedesigner, fångar Linda och tar henne till sin herrgård. Nu är det upp till Furi, en energisk eldfluga, två irriterande flugor, en vänlig katt och en gäng råttor att rädda Linda från människornas grymhet.